# Giacomino da Ivrea

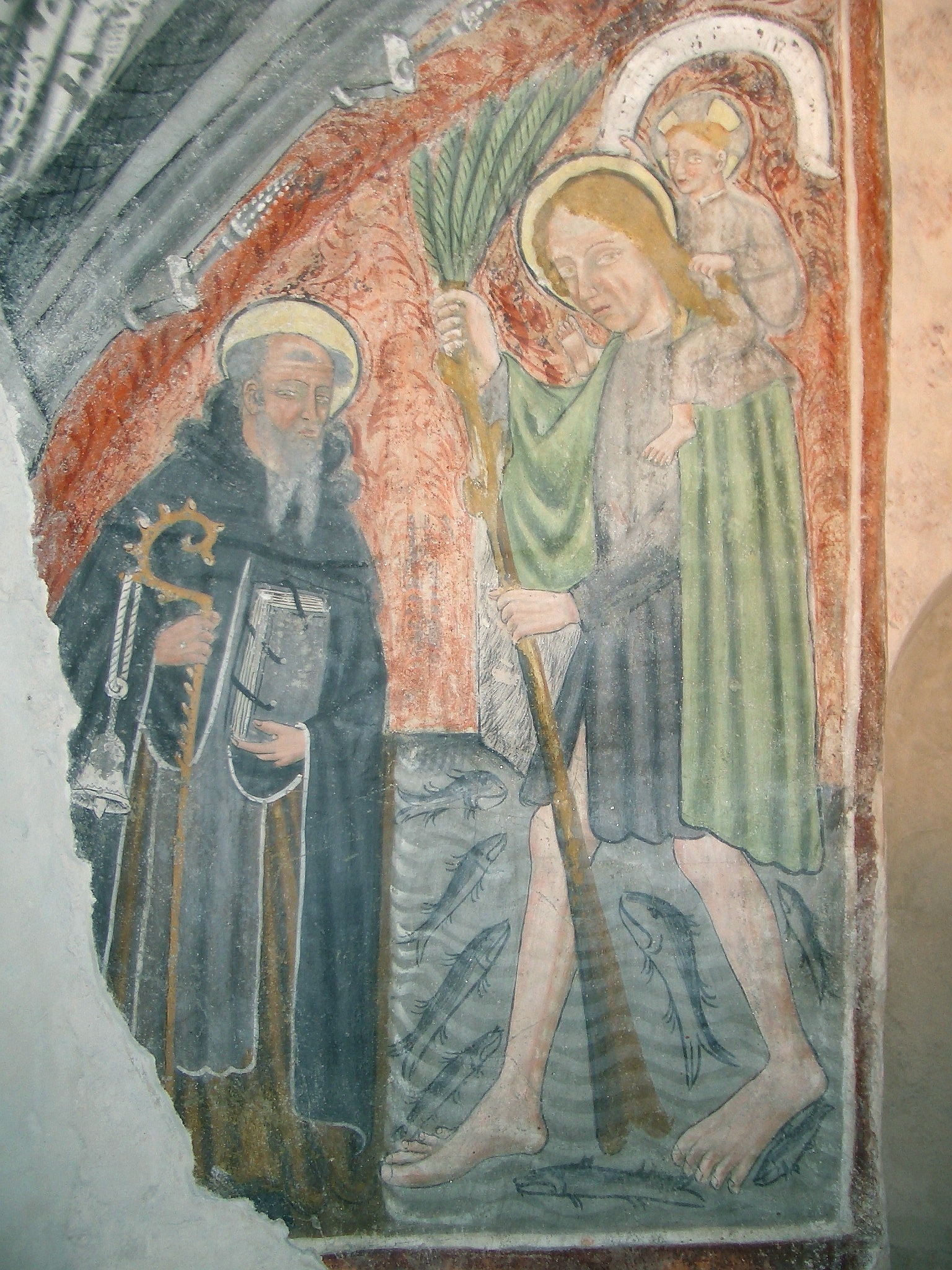
Giacomino da Ivrea, San Cristoforo e Sant'Antonio Abate, Ivrea, Duomo

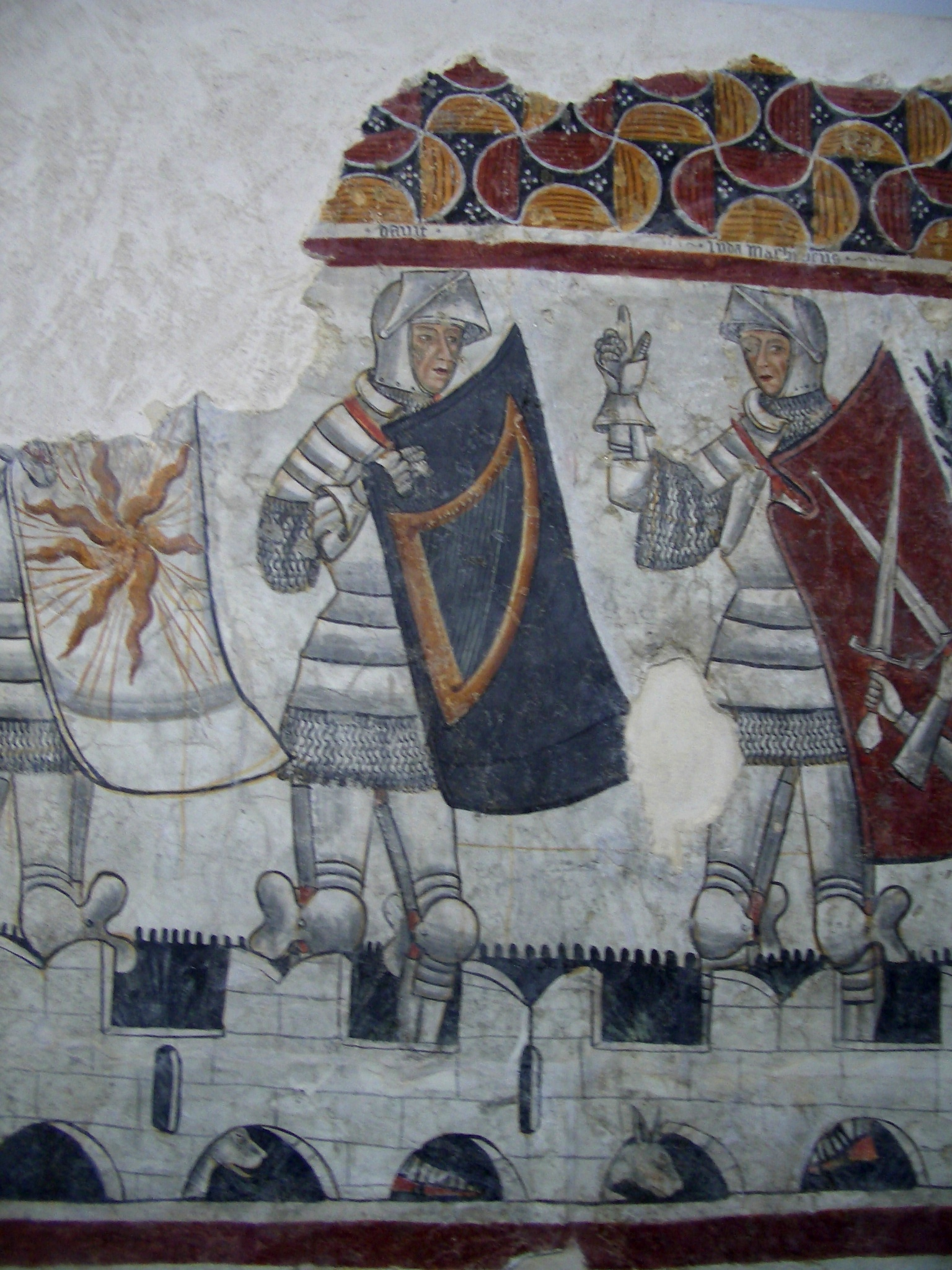
Giacomino da Ivrea (?), Ciclo dei Prodi di Villa Castelnuovo (particolare di Re Davide) Cuorgnè, Museo Archeologico del Canavese

Giacomo, o Jacopo o, più frequentemente, Giacomino da Ivrea (fl. XV secolo), fu un pittore piemontese attivo tra il 1426 e il 1469 nel Canavese e in Valle d'Aosta.

## Biografia
Nato a Bollengo o in altro paese vicino ad Ivrea verso il 1400, Giacomino compì forse i suoi primi studi presso lo "Scriptorium" del Duomo. Si formò come pittore nel contesto artistico canavesano ove si confrontò con i modi stilistici di Domenico della Marca di Ancona e del lombardo Aimone Duce, frescanti approdati nel Canavese nel primo quarto del XV secolo.
Maturò un linguaggio pittorico piuttosto ingenuo, privo delle preziosità stilistiche del gotico internazionale; ma fu capace di incontrare ugualmente il favore di committenti locali che dovevano apprezzare proprio il suo modo di esprimere con semplicità e vivacità figure ed episodi di un'arte sacra destinata essenzialmente ad un pubblico di gusti semplici.

## Opere e profilo artistico
Gli affreschi del 1426 eseguiti nella cripta del Duomo di Ivrea (Annunciazione e I santi Cristoforo ed Antonio Abate) assieme a quelli dipinti nella chiesetta campestre di San Grato, posta su un'altura nei pressi di Pavone, segnano con molta probabilità il suo esordio pittorico. 

Di poco più tardi sono verosimilmente gli affreschi della Pieve di San Lorenzo a Settimo Vittone (Adorazione dei Magi e San Francesco riceve le stigmate).
Molte delle opere eseguite da Giacomino sono situate in Valle d'Aosta. Nel 1434 lo troviamo a Fénis impegnato ad eseguire, nel cortile del castello, alcuni affreschi (Storie di santi e una Annunciazione) che si dispongono di fronte a quelli, assai più raffinati, realizzati dalla bottega di Giacomo Jaquerio. 

Vanno anche menzionati gli affreschi eseguiti nel presbiterio della parrocchiale di Saint Vincent; poi quelli a La Madeleine di Gressan, quelli nella parrocchiale di Sarre, quelli dell'abside della cappella di Saint-Maxime (Sén Mémo) a Challand, datati 1441. Dello stesso periodo è il ciclo della cappella di San Michele nel paesino di Marseiller (Verrayes), datato e firmato dal pittore stesso.
Misuriamo il successo di Giacomino – oltre che dai documenti che testimoniano il relativo benessere raggiunto – dalle commesse più lontane da Ivrea, a Bourg-Saint-Maurice (Chapelle Saint-Grat, nella frazione di Vulmix), a Ginevra, forse ad Acqui Terme.
L'ultimo affresco da lui eseguito è forse quello della chiesa di San Giacomo di Carpaneto nel comune di Caravino (Madonna in trono con il Bambino, San Giacomo e un devoto).
Appare fondato il giudizio - non proprio lusinghiero – che, sulle qualità artistiche di Giacomino, ha espresso Aldo Moretto:
(Aldo Moretto, Indagine aperta sugli affreschi del Canavese, 1973)
Sono questi "scatti d'umore" che poi gli fanno dire, a proposito del San Giacomo di Carpaneto: 
(Aldo Moretto, ibidem)
Esiste anche – stando a quanto affermano oggi alcuni studiosi – un Giacomino da Ivrea non concentrato solo sull'arte sacra, ma pronto a misurarsi con i temi della cultura cortese-cavalleresca.
Nella casaforte di Marseiller, nel comune di Verrayes, si trovano i resti di un ciclo cavalleresco che è stato attribuito a Giacomino
Al pittore eporediese è stato anche dubitativamente attribuito quanto resta dell'affresco del Palazzo Vescovile di Ivrea, con curiose scene cortesi che si svolgono in un "pomario".
Sulla base di tali precedenti attribuzioni si è giunti ad assegnare a Giacomino anche il ciclo gotico di affreschi venuti casualmente alla luce nel cadente castello di Villa Castelnuovo, nel comune di Castelnuovo Nigra. Il tema del dipinto è tra quelli più cari alla cultura cortese del tempo: si tratta delle raffigurazioni dei nove Prodi, vale a dire di eroi - tre pagani, tre ebrei, tre cristiani - attinti dalla tradizione letteraria antica.
Se la proposta attributiva è corretta, il catalogo del pittore eporediese viene ad arricchirsi con un'opera che lo qualifica come pittore di scene cavalleresche dotato di una di un linguaggio pittorico che appare per molti versi superiore a quello dimostrato nei suoi molteplici affreschi dedicati all'arte sacra.